# Wah Fook Wui
Wah Fook Wui was van 1996 tot 2012 een organisatie voor Chinese Nederlanders in de regio Rotterdam. De organisatie werd op 3 januari 1996 opgericht en hielp Chinese Nederlanders om aan maatschappelijke en sociale voorzieningen te komen. Er was elke week een gratis telefonisch en persoonlijk spreekuur om mensen die problemen hadden met de Nederlandse taal adviserend te helpen wat betreft belasting- en juridische zaken. Het verenigingshuis Trefcentrum was gevestigd in het souterrain van de Chinese ouderenwoongemeenschap Ka Fook Mansion aan de Graaf Florisstraat. 
In 2012 werd de gemeentelijke subsidie beëindigd vanwege bezuinigingen. De subsidies werden voordien verstrekt door de dienst Jeugd, Onderwijs en Samenleving van de gemeente Rotterdam. Sindsdien bestaat de stichting Wah Fook Wui niet meer, omdat het grotendeels afhankelijk was van deze gemeentelijke subsidie.